# Atractosomus flavescens
Atractosomus flavescens – gatunek chrząszcza z rodziny sprężykowatych.

## Opis
Chrząszcz ten osiąga długość pomiędzy  11,5 i 17,0 mm.
Brzuszna powierzchnia ciała chrząszcza ubarwiona jest brązowo, natomiast grzbietowa − żółtawo. Jego ciało pokrywają żółte włoski o umiarkowanej długości, jak i gęstości.
Cechuje się on niekompletnie łódkowatym, szerszym niż dłuższym i wypukłym czołem o drobnej, choć gęstej punktuacji. Czułki składają się z 11 segmentów. Drugi segment ma kształt okrągły, a trzeci zaś − wydłużony, krótszy jednak niż czwarty. Ostatni zwęża się apikalnie. Górna warga półeliptyczna, karbowana pośrodku, o długich setach.
Płaskie przedplecze, o szerokości większej od długości, zwęża się na przedzie. Samiec ma krótki i szeroki aedagus. Pokrywy wypukłe, zwężają się w dalszej ⅓.
Na goleniach widnieją ostrogi o znacznej długości.
Chrząszcza zbadano dzięki materiałowi pochodzącemu z Brazylii.